# Баграван
Баграван (арм. Բագրավան) — село в Армении в Ширакской области. 
Вместе с селом Норшен составляет одноимённую общину.

## Галерея

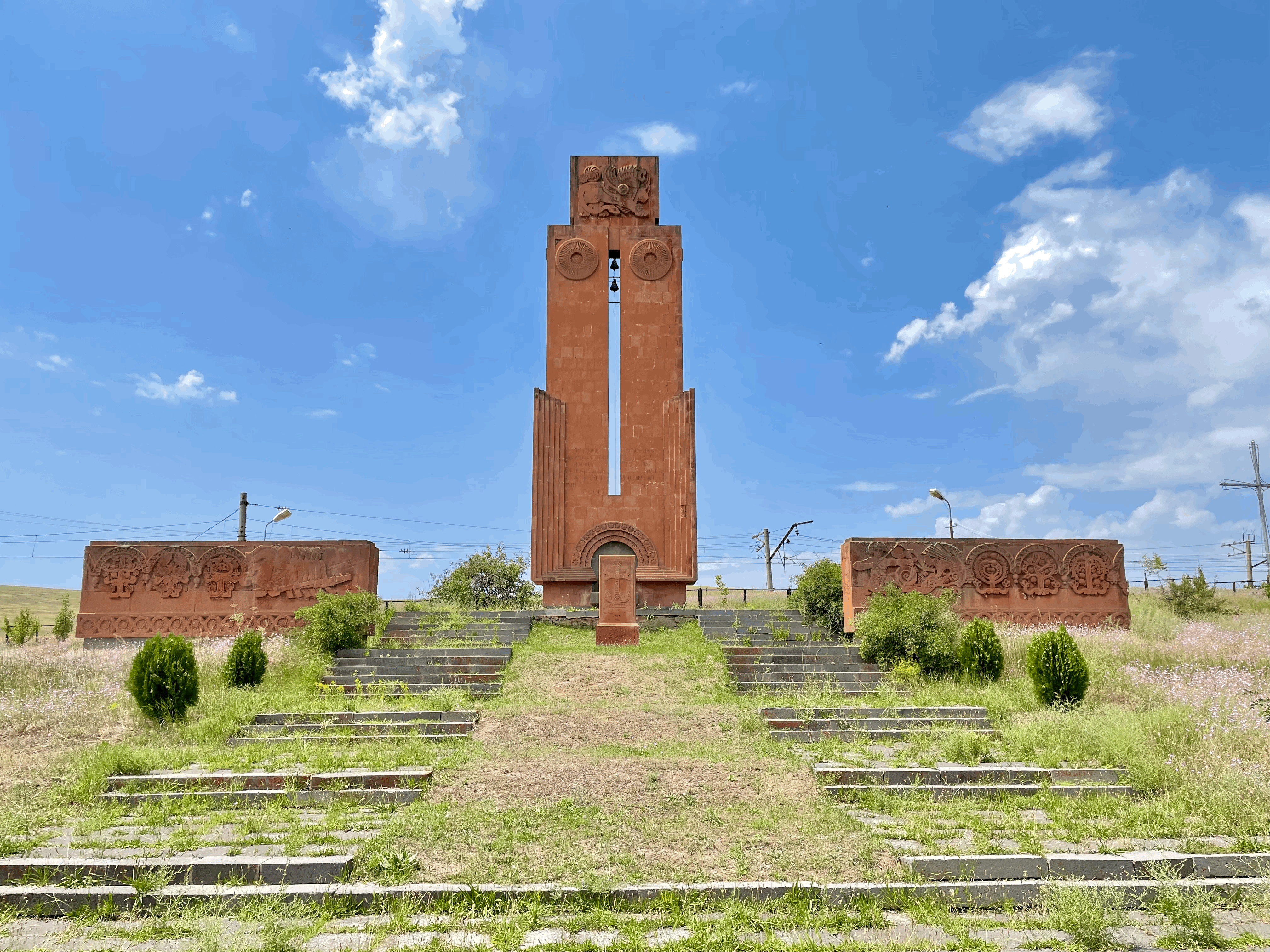
Мемориал памяти участников Великой Отечественной войны